# 随机上下文无关文法
随機上下文无关文法（英語：Stochastic context-free grammar）即在上下文无关文法中，为每一个产生式规则赋予一个概率，标示应用一个产生式规则的可能性。